# Dean Windsor
Dean Windsor (* 9. September 1986 in Bathurst) ist ein ehemaliger australischer Bahn- und Straßenradsportler.

## Sportliche Laufbahn
Dean Windsor wurde 2004 auf der Bahn australischer Vizemeister im Madison der Juniorenklasse. 2006 wurde er Profi bei dem australischen Continental Team Drapac Porsche. Beim Jayco Bay Cycling Classic gewann er 2007 die vierte Etappe in Geelong. Außerdem wurde er nationaler Meister im Kriterium der U23-Klasse. Seit 2010 fährt Windsor für das britische Radsportteam Rapha Condor-Sharp. In seinem ersten Jahr dort wurde er australischer Vizemeister im Kriterium. 2012 beendete er seine Radsportlaufbahn.

## Erfolge

### Straße
2007
- eine Etappe Bay Cycling Classic
- Australischer U23-Meister – Kriterium

## Teams
- 2006 Drapac Porsche (ab 1. April)
- 2007 Drapac-Porsche Development Program
- 2008 Drapac-Porsche Development Program
- 2009 Drapac Porsche Cycling
- 2010 Rapha Condor-Sharp
- 2011 Rapha Condor-Sharp
- 2012 Endura Racing